# Valy Arnheim

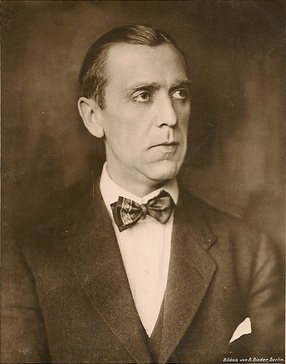
Valy Arnheim auf einer Fotografie von Alexander Binder

Valy Arnheim (* 8. Juni 1883 als Valentin Theodor Woldemar Appel in Rappel, Gouvernement Estland, Russisches Kaiserreich; † 11. November 1950 in Berlin) war ein deutscher Schauspieler und Regisseur bei Bühne und Film.

## Leben
Arnheim erhielt seine schauspielerische Ausbildung beim Theaterdirektor Rieckhoff in Riga. Er begann seine Bühnenkarriere 1904 mit einem Engagement am dortigen Hagenberger Theater. Ab 1910 spielte er in Libau, Bremen und Schaffhausen, zuweilen übernahm er auch Regieaufgaben.
Zu seinen Rollen gehörten Ferdinand in Kabale und Liebe, der Tempelherr in Nathan der Weise, Marc Anton in Julius Cäsar, die Titelfiguren in Clavigo und Torquato Tasso, Romeo in Romeo und Julia sowie Oswald in Gespenster. Von 1913 bis 1914 leitete er das Cines-Theater in Berlin.
Im Jahr 1917 begann er seine Filmlaufbahn und war zugleich auch Geschäftsführer bei der Favorit Filmgesellschaft mbH. Seit 1918 verkörperte er in mehreren Folgen den Detektiv Harry Hill in einer von Arnheim selbst inszenierten und produzierten erfolgreichen Filmreihe. In den 30er und 40er Jahren wirkte er noch in zahlreichen Filmen mit, allerdings meist nur als wenig bedeutender Nebendarsteller. Arnheim wandte sich in diesen Jahren wieder stärker dem Theater zu. Er wurde jedoch auf der Gottbegnadeten-Liste von Joseph Goebbels als wichtiger Schauspieler aufgeführt. Arnheim war in erster Ehe mit Marga Lindt, in zweiter ab 1939 mit Lotte Steinhoff verheiratet.

## Filmografie
- 1917: Professor Nissens seltsamer Tod
- 1917: Die Memoiren des Satans, 1. Teil: Dr. Mors
- 1917: Die Memoiren des Satans, 2. Teil: Fanatiker des Lebens
- 1917: Das Geheimnis der Briefmarke
- 1917: Die Senatorwahl
- 1918: Sein Todfeind
- 1918: Im Hundert-Kilometer-Tempo
- 1918: Prozess Worth
- 1919: Die Todesfahrt (auch Regie)
- 1919: Aus tausend Metern Höhe
- 1919: Der Kampf in den Lüften (auch Regie)
- 1920: Maske 74 (auch Regie)
- 1921: Die Schmuggler von San Diego (auch Regie)
- 1921: Die Hochbahnkatastrophe
- 1921: Die Blitzzentrale (auch Regie)
- 1921: Der Todesflieger (auch Regie)
- 1922: Der Höllenreiter
- 1925: Harry Hill im Banne der Todesstrahlen (auch Regie und Produktion)
- 1926: Die Piraten der Ostseebäder (auch Regie)
- 1927: Manege
- 1928: Du sollst der Kaiser meiner Seele sein (nur Regie)
- 1928: Mädchen, hütet Euch! (auch Regie)
- 1928: Wolga-Wolga
- 1928: Die Abenteurer G.m.b.H.
- 1929: Frühlings Erwachen
- 1929: Indizienbeweis
- 1929: Manolescu
- 1929: Schwarzwaldmädel
- 1929: § 173 St.G.B. Blutschande
- 1929: Der Hund von Baskerville
- 1929: Die Herrin und ihr Knecht
- 1930: Zweierlei Moral
- 1931: Bomben auf Monte Carlo
- 1931: Schatten der Manege
- 1931: Kaiserliebchen
- 1932: Tannenberg
- 1932: Die unsichtbare Front
- 1934: Der Herr Senator. Die fliegende Ahnfrau
- 1934: Oberwachtmeister Schwenke
- 1935: Der Ammenkönig
- 1935: Schwarze Rosen
- 1935: Das Mädchen Johanna
- 1935: Liselotte von der Pfalz
- 1935: Ein idealer Gatte
- 1935: Die selige Exzellenz
- 1936: Die Nacht mit dem Kaiser
- 1936: Das Schloß in Flandern
- 1936: Ein seltsamer Gast
- 1936: Der schüchterne Casanova
- 1936: Stadt Anatol
- 1936: Im Trommelfeuer der Westfront
- 1936: Und du mein Schatz fährst mit
- 1937: Brillanten
- 1937: Hahn im Korb
- 1937: Menschen ohne Vaterland
- 1938: Fünf Millionen suchen einen Erben
- 1938: Das indische Grabmal
- 1938: Kautschuk
- 1938: Verwehte Spuren
- 1938: Das Geheimnis um Betty Bonn
- 1939: Der Gouverneur
- 1939: Meine Tante – deine Tante
- 1939: Sensationsprozeß Casilla
- 1939: Der Stammbaum des Dr. Pistorius
- 1940: Die 3 Codonas
- 1940: Jud Süß
- 1942: Rembrandt
- 1942: Die goldene Stadt
- 1942: Andreas Schlüter
- 1943: Münchhausen
- 1944/48: Das kleine Hofkonzert
- 1945: Der Mann im Sattel (UA: 2000)
- 1947: Wozzeck
- 1948: Berliner Ballade
- 1951: Rausch einer Nacht